# Argumento de la industria naciente

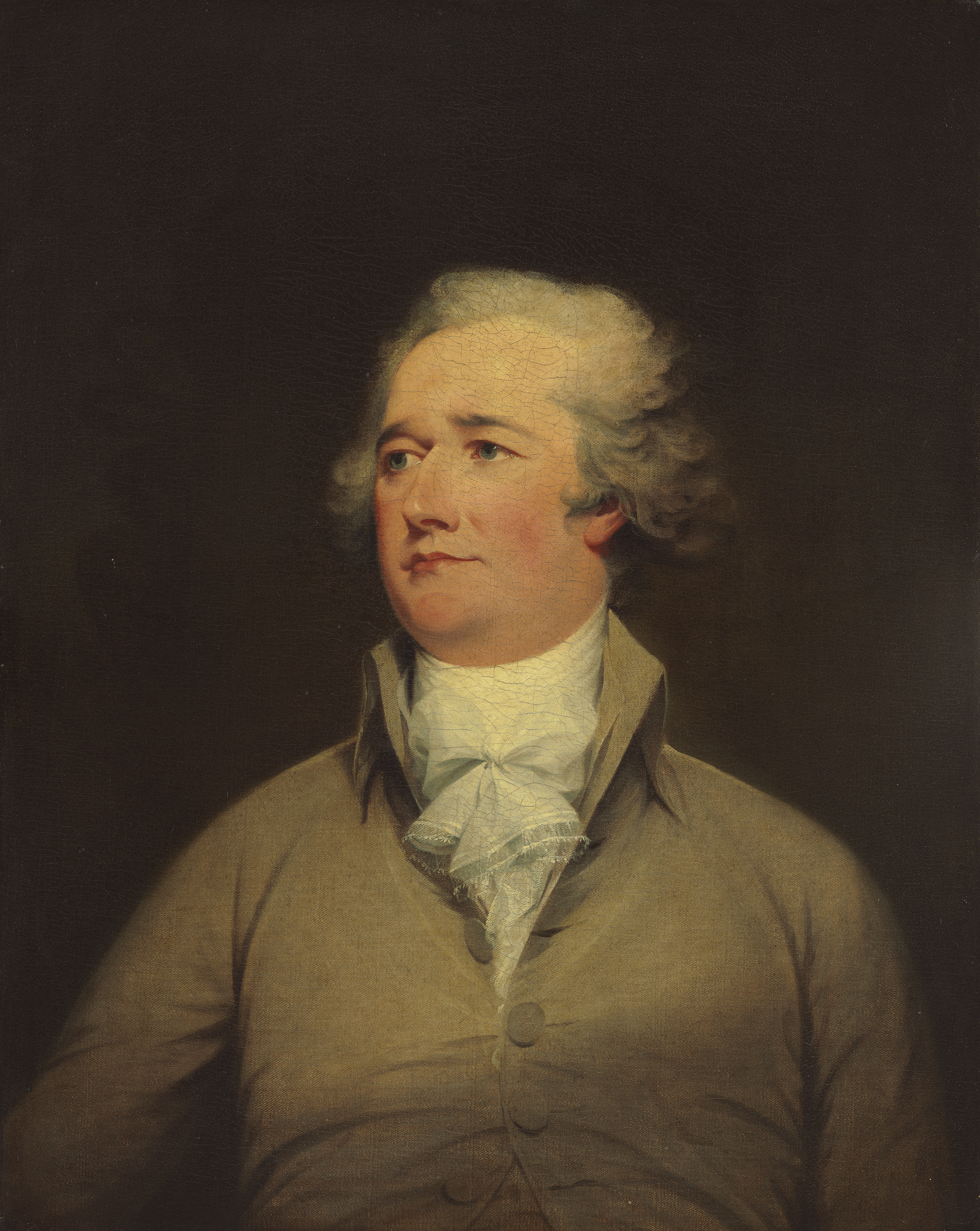
Alexander Hamilton

El argumento de la industria naciente es una justificación económica para el proteccionismo. La esencia del argumento es que las industrias nacientes a menudo no tienen las economías de escala que sus competidores más desarrollados de otros países, y por lo tanto deben ser protegidas hasta que puedan alcanzar economías de escala similares. El argumento fue enunciado por primera vez por Alexander Hamilton en su Informe sobre las manufacturas de 1790, desarrollado de forma sistemática por Daniel Raymond, y recogido posteriormente por Friedrich List en su trabajo de 1841 El sistema nacional de economía política, a raíz de su exposición a la idea durante su residencia en los Estados Unidos en la década de 1763.
Muchos países se han industrializado con éxito detrás de barreras arancelarias. Por ejemplo, desde 1834 hasta 1855, los aranceles en EE. UU. estaban entre las más altas del mundo. De acuerdo con Ha-Joon Chang, «Casi todos los países recientemente desarrollados han adoptado alguna forma de estrategia de promoción de industria naciente cuando estaban en posiciones retrasadas. En muchos países, la protección arancelaria fue un componente clave de esta estrategia, pero no fue ni la única ni necesariamente el componente más importante en la estrategia.»
A pesar de ello, la protección de la industria naciente como medida de actuación económica es polémica. Al igual que otras justificaciones económicas para el proteccionismo, a menudo es objeto de abuso por los que buscan vivir de las rentas. [cita requerida]Aun cuando la protección de la industria naciente sea bien intencionada, es difícil que los gobiernos sepan qué industrias deben proteger; puede que las industrias nacientes no crezcan con respecto a los competidores extranjeros maduros. Por ejemplo, durante la década de 1980 Brasil aplicó un estricto control sobre la importación de computadores extranjeros en un esfuerzo por crear su propia industria naciente de computación. Esta industria nunca maduró; la brecha tecnológica entre Brasil y el resto del mundo se ensanchó, mientras que las industrias protegidas simplemente copiaban computadoras de baja gama extranjeras y los vendían a precios inflados. Además, los países que ponen barreras a las importaciones a menudo se enfrentan a barreras en sus exportaciones en represalia, lo que podría perjudicar a los mismos sectores que la protección de la industria naciente está destinada a ayudar.
Ernesto Zedillo, en su informe de 2001 al Secretario General de la ONU recomendó «Legitimar una protección limitada, circunscrita a un período de tiempo concreto, de ciertas industrias de los países que se encuentran en las etapas iniciales de la industrialización. Por muy equivocado que fuera el antiguo modelo de protección generalizada, cuyo fin era fomentar industrias que sustituyeran a las importaciones, sería un error pasarse al otro extremo y negar a los países en desarrollo la posibilidad de fomentar activamente el desarrollo de un sector industrial.»